# SLC17A3
SLC17A3‏ (Solute carrier family 17 member 3) هوَ بروتين يُشَفر بواسطة جين SLC17A3 في الإنسان.